# Schola Cantorum Basiliensis

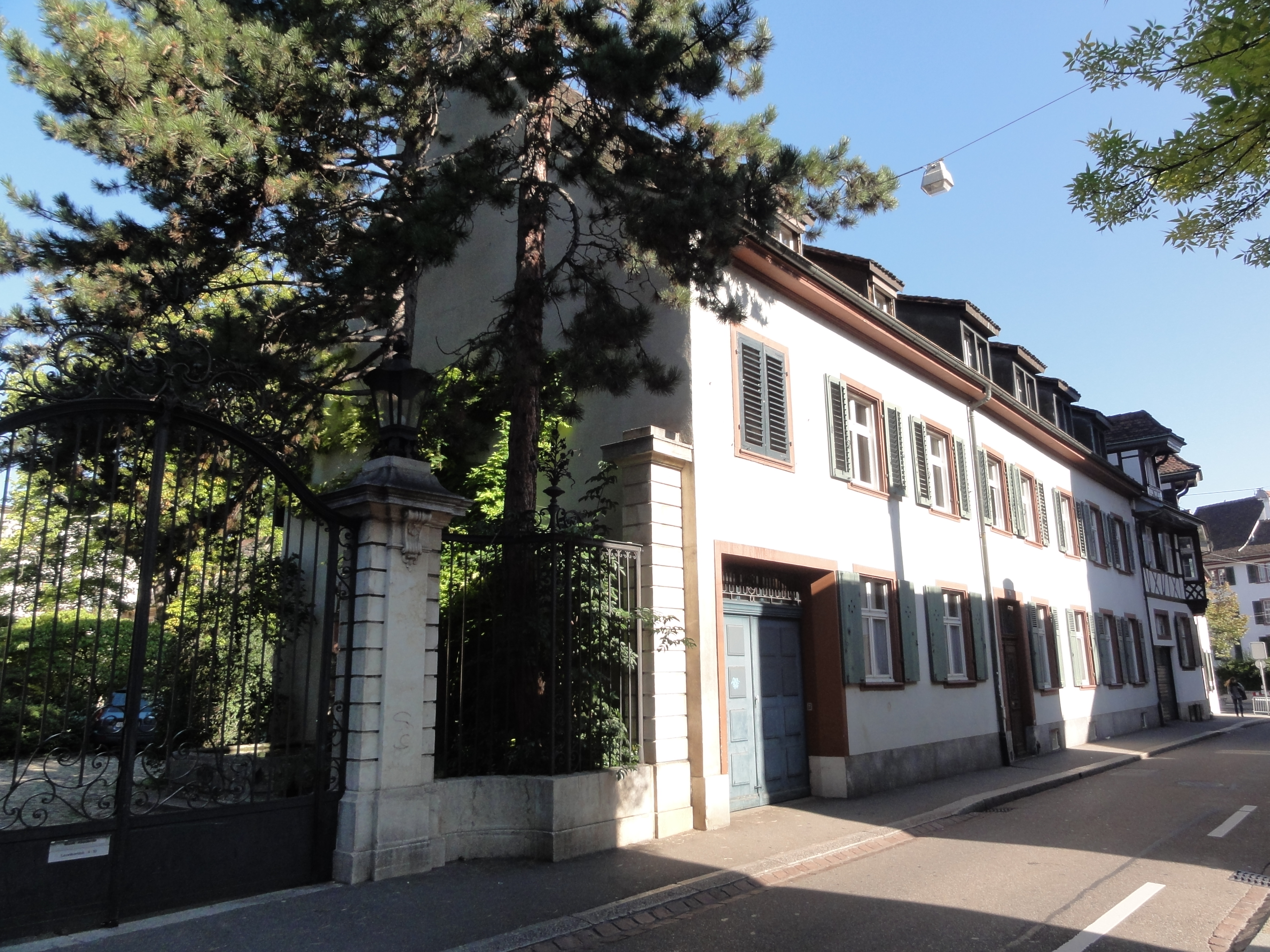
Schola Cantorum Basiliensis, september 2012.

Schola Cantorum Basiliensis (SCB) är en skola för tidig musik i Basel i Schweiz. Skolan grundades 1933 av Paul Sacher (1906-1999) som ledde verksamheten till 1969.
Sacher startade verksamheten som ett fristående privat forsknings- och utbildningsinstitut kring tidig musik, den som framfördes från medeltiden fram till barocken. Nära medarbetare vid starten var violinisten och musikpedagogen Ina Lohr (1903-1983) och cellisten och gambaspelaren August Wenzinger (1905-1996).
Schola Cantorum i Basel blev ett starkt centrum för tidig musik-rörelsen och blev närmast ett vallfartsmål för intresserade musiker och tonsättare från olika håll i Europa. Hit reste  från Sverige hösten 1947 ur Måndagsgruppen Sven-Erik Bäck, Eric Ericson, Lars Frydén och Gunnar Hallhagen. Andra besökare var Lars Edlund och Gunno Södersten.
År 1954 blev Schola Cantorum Basiliensis en del av Basels musikaliska akademi, år 1999 högskola för tidig musik (Hochschule für Alte Musik) och år 2008 knöts högskoleverksamheten till Fachhochschule Nordwestschweiz (med grundutbildningen fortsatt inom Basels musikaliska akademi). Musikforskningen och utbildningen kombineras med musikframföranden och utgivningar på cd.